# Folke Forsslund
Folke Forsslund, född 12 december 1901 i Storgården i Ludvika socken, död där 5 mars 1983, var en svensk målare och fotograf. 
Han var son till Karl-Erik Forsslund och Sofia Fia Forsslund. Han studerade vid Tekniska skolan i Stockholm 1918–1923 och vid Konsthögskolan 1925–1927. Han medverkade i utställningar med Dalarnas konstförening. Som fotograf medverkade han bland annat i sin fars böcker och delar av hans glasplåtsnegativ förvaltas av Ludvika hembygdsförening.